# Acantholeria moscowa
Acantholeria moscowa är en tvåvingeart som beskrevs av Garrett 1925. Acantholeria moscowa ingår i släktet Acantholeria och familjen myllflugor.
Artens utbredningsområde är Idaho. Inga underarter finns listade i Catalogue of Life.